# Ercheia guanicana
Ercheia guanicana är en fjärilsart som beskrevs av William Schaus 1940. Ercheia guanicana ingår i släktet Ercheia och familjen nattflyn. Inga underarter finns listade i Catalogue of Life.